# Махжуби, Мунир
Муни́р Махжуби́ (фр. Mounir Mahjoubi; род. 1 марта 1984) — французский политик, член партии «Вперёд, Республика!», государственный секретарь при министре экономики и финансов (2017—2019).

## Биография
Родился в Париже в семье марокканских иммигрантов, выходцев из города Афурар в провинции Бени-Меллаль.

### Профессиональная карьера
В 16-летнем возрасте начал работать в одном из старейших французских интернет-провайдеров Club Internet, член Французской демократической конфедерации труда (CFDT). Изучал право в Сорбонне и политологию — в Кембриджском университете.
В 2009 году основал агентство связи Mounir & Simon, в ноябре 2010 года стал соучредителем кооператива La Ruche, предоставляющего крестьянам платформу для реализации продукции на разных рынках. До 2012 года работал в международном стартапе LeBridge, филиале группы Havas BETC Digital. В 2016 году создал компанию French Bureau.

### Политическая карьера
Окончил парижский Институт политических исследований. С 2012 года участвовал в программах внедрения цифровых технологий в период президентства Франсуа Олланда (сотрудничество началось с праймериз социалистов в преддверии президентских выборов). В феврале 2016 года назначен председателем Национального совета цифровой экономики (CNNum).
В январе 2017 года оставил CNNum и подключился к президентской кампании Эмманюэля Макрона.
17 мая 2017 года назначен государственным секретарём цифровой экономики в правительстве Эдуара Филиппа.
11 июня 2017 года одержал победу на парламентских выборах в 16-м избирательном округе Парижа, получив в первом туре 38,08 % голосов и выйдя во второй тур (в этом же округе не смог выйти во второй тур действующий лидер Социалистической партии Жан-Кристоф Камбаделис).
18 июня 2017 года во втором туре голосования победил с результатом 51,18 % кандидата от левой партии Меланшона «Непокорённая Франция» Сару Легрен (Sarah Legrain).
21 июня 2017 года сохранил прежний портфель в сформированном по итогам выборов втором правительстве Филиппа.
16 октября 2018 года в результате серии перестановок во втором правительстве Филиппа перемещён на должность госсекретаря при министре экономики и финансов, получив в своё ведение сферу цифровой экономики.
27 марта 2019 года вышел из правительства, чтобы заняться подготовкой к муниципальным выборам в Париже.
28 апреля 2019 года Дельфина О, временно заменявшая Махжуби в Национальном собрании на время его работы в правительстве, вернула ему депутатский мандат.
3 июля 2019 года Махжуби отказался от дальнейшей борьбы за выдвижение от партии Вперёд, Республика на предстоящих в 2020 году выборах мэра Парижа, поддержав кандидатуру математика Седрика Виллани. Тот стал последним соперником Бенжамена Гриво, который считался основным претендентом.